# Чишко Віталій Сергійович
Віта́лій Сергі́йович Чишко́ (2 червня 1951, село Орв'яниця, Дубровицький район, Рівненська область — 1 лютого 2003, Київ) — український історик, етнограф, організатор науки, фундатор сучасних методологічних засад української біографістики. Ініціатор створення та перший директор Інституту біографічних досліджень Національної бібліотеки України імені В. І. Вернадського, президент Українського біографічного товариства.

## Життєпис

Могила Віталія Чишка, Байкове кладовище

Народився у вчительській родині. Строкова військова служба у військах ППО Збройних сил СРСР на Далекому Сході Росії (1969—1971).
Закінчив історичний факультет (1978) та аспірантуру (1983) Київського державного педагогічного інституту. Кандидат історичних наук (1984; тема дисертації: «Підготовка кадрів спеціалістів для сільського господарства Української РСР в умовах розвинутого соціалізму (1966—1970)», науковий керівник — професор Іван Ганжа), доктор історичних наук (1997; тема дисертації: «Біографістика як галузь історичної науки: історіографія та методологія»), професор (1999).
Працював в Інституті історії АН УРСР (1983—1985) та у Відділенні наукової інформації при Президії АН УРСР (1985—1986), а також — вченим секретарем (1986—1990) та керівником Сектора суспільних наук (1990—1999) Президії НАН України, ученим секретарем Секції суспільних і гуманітарних наук НАН України (1999—2003).
У 1996—2003 — директор Інституту біографічних досліджень Національної бібліотеки України імені В. І. Вернадського.
Автор монографії «Біографічна традиція та наукова біографія в історії і сучасності України» (1996), яка сприяла утвердженню української біографістики як окремого наукового напряму і самостійної спеціальної історичної дисципліни. Розробляв концептуальні та методологічні засади підготовки довідкових біографічних видань, започаткував формування електронних баз біобібліографічної інформації.
Раптово помер на 52-му році життя 1 лютого 2003 року. Похований на Байковому кладовищі у Києві (ділянка № 49б, 50°25′2.20″ пн. ш. 30°30′4.15″ сх. д. / 50.4172778° пн. ш. 30.5011528° сх. д.).
Із 2005 року в Інституті біографічних досліджень Національної бібліотеки України імені В. І. Вернадського щорічно проводяться Біографічні читання, присвячені пам'яті Віталія Сергійовича Чишка.

## Нагороди
- Премія ім. Костомарова НАН України (1997; за цикл праць «Особа в історії України»).

## Вибрана бібліографія
- Біографічна традиція та наукова біографія в історії і сучасності України. — К., 1996.
- Відтворення історії України в портретах її видатних діячів. — Львів — Цвікау — Париж, 1995.
- Створення Українського біографічного словника як загальнонаціональна проблема: методологічні засади. — К., 1994..
- Історія Академії наук України (1918—1993). — К., 1994 (у співавторстві).
- Український біографічний словник: проект концепції // Український історичний журнал. — 1993. — № 11–12. — С. 38–49.
- Роль інтелігенції Української РСР у прискоренні науково-технічного прогресу. — Софія, 1990.
- Українське село на шляхах науково-технічного прогресу: досягнення і прорахунки (60–80-і роки). — К., 1989.
- Розвиток соціально-класової структури населення Української РСР (60–80-і роки). — К., 1988.
- Зміни у внутрікласовій структурі колгоспного селянства Української РСР (60-ті — початок 80-х років) // Український історичний журнал. — 1987. — № 10. — C. 17–26.